# Željko Adžić
Željko Adžić (ur. 28 sierpnia 1965 w Požedze) – chorwacki piłkarz występujący na pozycji napastnika.
Grał w klubach: Dinamo Zagrzeb, Hamilton Steelers, Melbourne Croatia, Hércules CF, Hrvatski Dragovoljac Zagrzeb, Inker Zaprešić i Hapoel Beer Szewa.